# Унин
Уни́н (кит. упр. 武宁, пиньинь Wǔníng) — уезд городского округа Цзюцзян провинции Цзянси (КНР).

## История
Во времена империи Хань в 154 году до н. э. был создан уезд Хайхунь (海昏县). В 199 году из него был выделен уезд Сиань (西安县). Во времена империи Цзинь в 280 году уезд Сиань был переименован в Юйнин (豫宁县). Во времена империи Суй в 589 году уезд Юйнин был присоединён к уезду Цзяньчан (建昌县).
Во времена империи Тан в 704 году из уезда Цзяньчан был выделен уезд Унин. В 710 году он вновь получил название Юйнин. В 762 году из-за практики табу на имена, чтобы избежать употребления иероглифа «юй», которым записывалось личное имя занявшего трон Ли Юя, уезд был вновь переименован в Унин.
6 сентября 1949 года был образован Специальный район Цзюцзян (九江专区), и уезд вошёл в его состав. В 1970 году Специальный район Цзюцзян был переименован в Округ Цзюцзян (九江地区). 27 июля 1983 года город Цзюцзян и округ Цзюцзян были объединены в городской округ Цзюцзян.

## Административное деление
Уезд делится на 1 уличный комитет, 8 посёлков и 11 волостей.